# Xã Center, Quận Posey, Indiana
Xã Center (tiếng Anh: Center Township) là một xã thuộc quận Posey, tiểu bang Indiana, Hoa Kỳ. Năm 2010, dân số của xã này là 1.433 người.